# Nowy Dwór (powiat złotowski)
Nowy Dwór – wieś krajeńska w Polsce położona w województwie wielkopolskim, w powiecie złotowskim, w gminie Złotów.
Z Nowego Dworu pochodzi posłanka na sejm IV i V kadencji Renata Beger.
W latach 1975–1998 miejscowość należała administracyjnie do województwa pilskiego.